# Mieß (Drau)
Die Mieß (slowenisch: Meža) ist ein rechter Nebenfluss der Drau in Kärnten und Slowenien.

## Name
1361 wird der Fluss als Miß erstmals schriftlich erwähnt. Möglicherweise leitet sich der Name vom germanischen Wortstamm *migja- mit der Bedeutung „Harn“ ab.

## Flusslauf
Die Mieß entspringt nördlich der Olschewa (Olševa) in der Nähe der Maroldalm in den Karawanken im Gemeindegebiet von Eisenkappel in Kärnten. Das Tal streicht erst von Westen nach Osten, biegt bei Črna na Koroškem (Schwarzenbach) nach Norden und durchbricht zwischen  Petzen (Peca) und Uršlja gora (Ursulaberg) die Karawanken, um seinen Lauf annähernd wieder west-östlich verlaufend in Richtung Dravograd (Unterdrauburg) fortzusetzen. Die Mieß fließt nach dem Ort Mežica (Mießdorf) vorbei an Prevalje (Prävali), durchfließt die Stadt Ravne (Gutenstein) und nimmt kurz vor der Mündung das Flüsschen Mislinja (Mißling) auf. Bei Dravograd/Unterdrauburg mündet die Mieß in die Drau.

## Mießtal
Das von der Mieß durchflossene Tal Mežiška dolina (Mießtal) erstreckt sich südlich der Karawanken und des Strojna (Kömmel)-Berglandes, auf deren Bergkämmen die österreichisch-slowenische Grenze verläuft. 

## Geschichte
Die Gegend war vor 1919 ein Teil des Kronlandes Kärnten der österreichisch-ungarischen Monarchie. Nach dem Zerfall der Habsburgermonarchie wurde das Tal 1918 von Truppen des SHS-Staates besetzt und war während des Kärntner Abwehrkampfs umkämpft. Im Vertrag von Saint-Germain wurde es schließlich ohne Volksabstimmung Jugoslawien zugesprochen.
Mit dem Angriff des Dritten Reiches auf Jugoslawien am 6. April 1941 wurde die Region von der Wehrmacht besetzt und bis 1945 als CdZ-Gebiet Untersteiermark verwaltet. Im Rahmen der Aussiedlungen, die die SS zwischen 1941 und 1943 vornahm, wurden 3.324 Slowenen aus dem Mießtal ausgesiedelt.
Ab 1945 war das Mießtal wieder Teil Jugoslawiens und gehört nunmehr zu Slowenien, das 1991 unabhängig wurde. Das Tal gehört zur slowenischen Region Koroška (Kärnten).

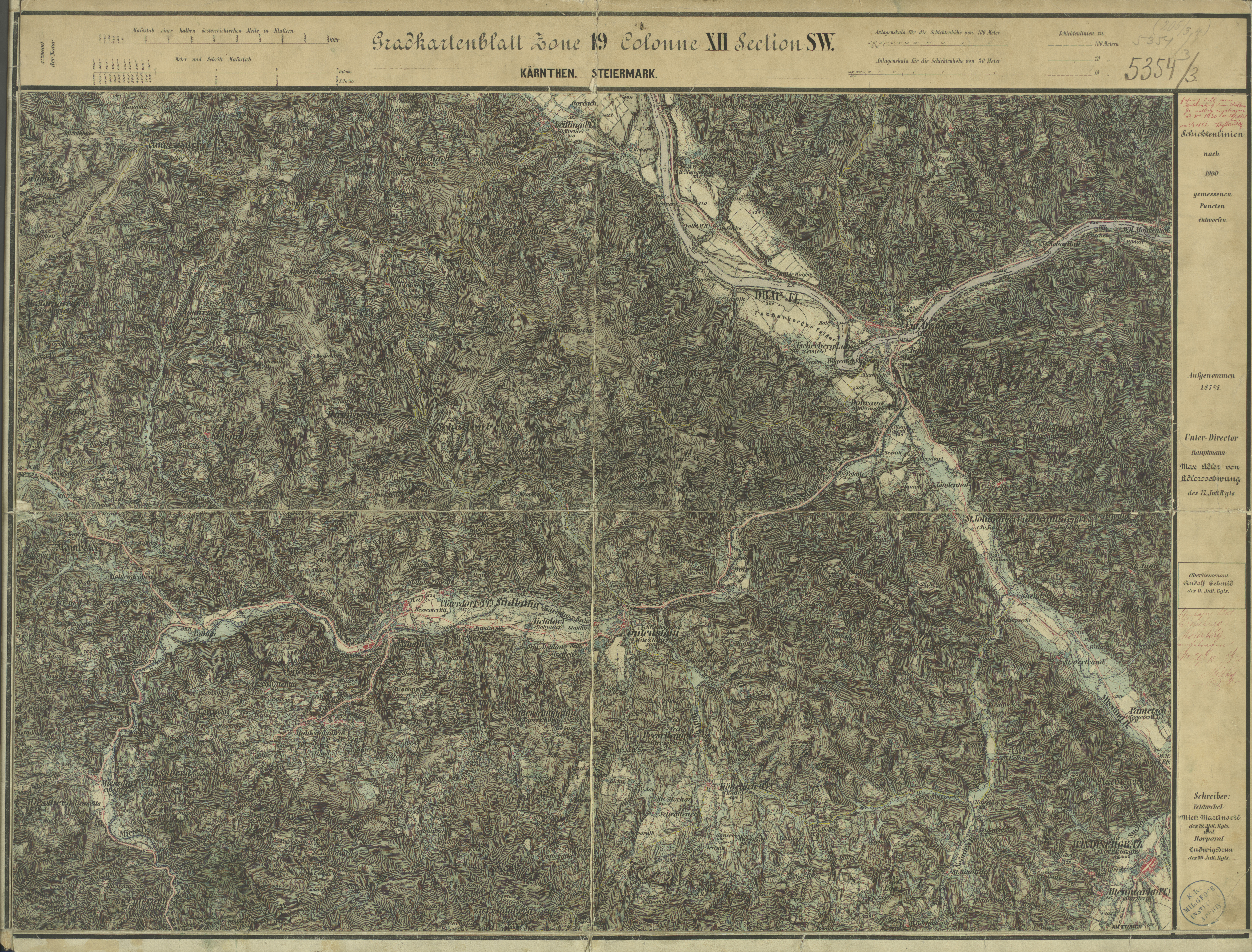
Das untere Mießtal und die Mündung der Mieß in die Drau bei Unterdrauburg in der Landesaufnahme 1877/78